# 第44回日劇學院賞
←第43回 - 第44回 - 第45回→
第44回日劇學院賞，針對2005年1月到3月在日本播出的連續劇做出投票與評比。

## 得獎名單

### 最優秀作品賞
1. 極道鮮師2
2. 急症群英3
3. 溫柔時光

- 讀者票：1.極道鮮師；2.M的悲劇；3.急症群英
- 記者票：1.極道鮮師；2.急症群英；3.溫柔時光
- 評審票：1.極道鮮師；2.急症群英；3.溫柔時光

### 主演男優賞
1. 江口洋介（急症群英3）
2. 寺尾聰（溫柔時光）
3. 稻垣吾郎（M的悲劇）

- 讀者票：1.江口洋介（急症群英）；2.稲垣吾郎（M的悲劇）；3.山田孝之（H2好逑雙物語）
- 記者票：1.高橋克典（特命係長只野仁）；2.江口洋介（急症群英）；3.寺尾聰（溫柔時光）
- 評審票：1.江口洋介（急症群英）；2.寺尾聰（溫柔時光）；3.稻垣吾郎（M的悲劇）

### 主演女優賞
1. 仲間由紀惠（極道鮮師2）
2. 竹內結子（不愉快的基因）
3. 松嶋菜菜子（急症群英3）

- 讀者票：1.仲間由紀惠（極道鮮師）；2.竹內結子（不愉快的基因）；3.松嶋菜菜子（急症群英3）
- 記者票：1.仲間由紀惠（極道鮮師）；2.松嶋菜菜子（急症群英3）；3.竹內結子（不愉快的基因）
- 評審票：1.仲間由紀惠（極道鮮師）；2.竹內結子（不愉快的基因）；3.松嶋菜菜子（急症群英3）

### 助演男優賞
1. 龜梨和也（極道鮮師2）
2. 內野聖陽（不愉快的基因）
3. 二宮和也（溫柔時光）

- 讀者票：1.龜梨和也（極道鮮師）；2.內野聖陽（不愉快的基因）；3.赤西仁（極道鮮師）
- 記者票：1.內野聖陽（不愉快的基因）；2.二宮和也（溫柔時光）；3.佐佐木藏之介（M的悲劇）
- 評審票：1.生瀬勝久（極道鮮師）；2.龜梨和也（極道鮮師）；3.二宮和也（溫柔時光）、香川照之（急症群英）

### 助演女優賞
1. 長谷川京子（M的悲劇）
2. 長澤雅美（溫柔時光）
3. 石原里美（H2好逑雙物語）

- 讀者票：1.長谷川京子（M的悲劇）；2.石原里美（H2）；3.長澤雅美（溫柔時光）
- 記者票：1.石原里美（H2）；2.長澤雅美（溫柔時光）；3.長谷川京子（M的悲劇）
- 評審票：1.長谷川京子（M的悲劇）；2.長澤雅美（溫柔時光）；3.小林聰美（不愉快的基因）

### 其他
- 新人俳優賞：大泉洋（急症群英3）
- 腳本賞：福田靖（急症群英3）
- 音樂賞：溫柔時光
- 監督賞：若松節朗、水田成英等人（急症群英3）
- 片頭片尾賞：不愉快的基因
- 電視週刊特別賞：富豪刑事